# Neder-Over-Heembeek
Neder-over-Heembeek é a parte norte de Bruxelas, na Bélgica. É uma deelgemeente que perdeu sua municipalidade quando foi absorvida por Bruxelas.
Já foi uma pequena vila na Bruxelas medieval, mas agora é uma zona predominantemente industrial, notável principalmente devido ao Hospital Militar, que é o centro Nacional para Queimaduras e Venenos.

## Pronúncia
- em em neerlandês:  [ˈneːdər ˈoːvər ˈɦeːmbeːk]
- em francês:  [neˈdəʁ ovˈəʁ emˈbek]`